# Montezumina oridiopita
Montezumina oridiopita är en insektsart som beskrevs av Nickle 1984. Montezumina oridiopita ingår i släktet Montezumina och familjen vårtbitare. Inga underarter finns listade i Catalogue of Life.